# Diłowe (przystanek kolejowy)
Diłowe (ukr. Ділове) – przystanek kolejowy w miejscowości Diłowe, w rejonie rachowskim, w obwodzie zakarpackim, na Ukrainie. Położony jest na linii Delatyn – Diłowe – granica państwa.
Jest to ostatni punkt zatrzymywania się pociągów na Ukrainie przed granicą z Rumunią.

## Historia
Przystanek istniał przed II wojną światową.